# Anfiteatro Eduardo Falú

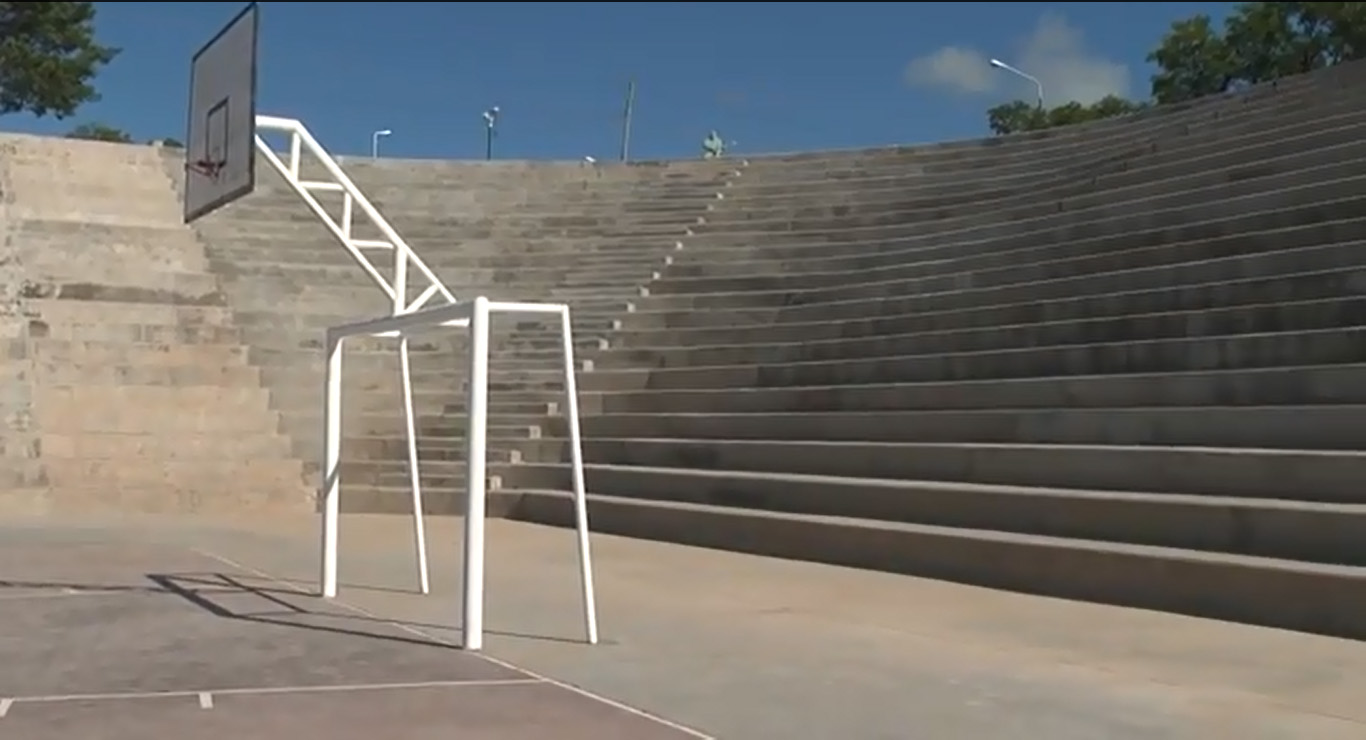
Gradas del anfiteatro.

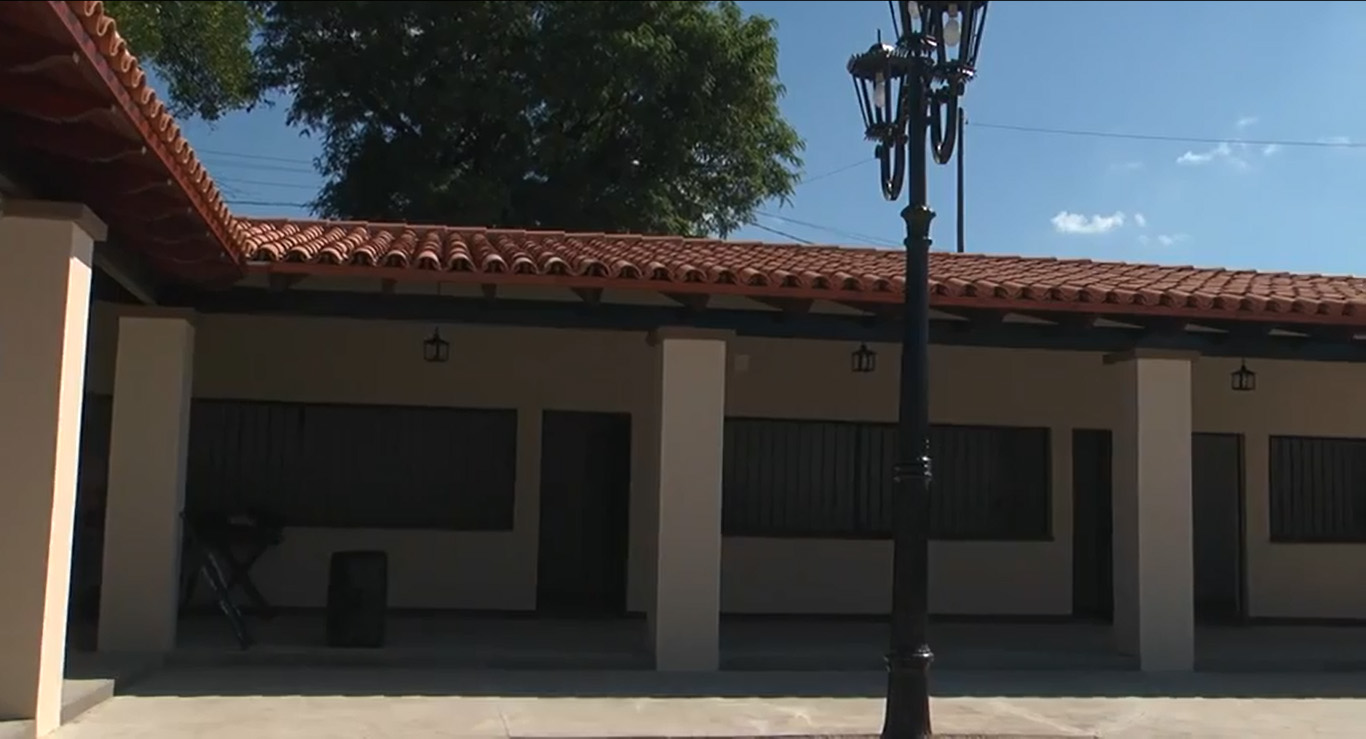
Oficinas administrativas y locales comerciales en el laterial norte del anfiteatro.

El Anfiteatro Eduardo Falú se encuentra ubicado en la Plaza España en la ciudad de Salta, provincia de Salta, norte de la República Argentina.
Con capacidad para 8880 espectadores, ocupa la totalidad de la superficie de una manzana urbana. El proyecto fue realizado por el arquitecto Mariano Sepúlveda solicitado por la municipalidad de la ciudad de Salta y proyectado en cuatro etapas.
Ubicada en una barranca natural de las Lomas de Medeiros, se aprovechó las condiciones favorables del terreno para la visión y el sonido.
Dispone en su interior con un playón deportivo, cabinas de transmisión para periodistas, vestuarios, sanitarios, patio de comidas con 5 locales gastronómicos, depósito y oficinas administrativas. 
Fue proyectado para diversas actividades artísticas, teatrales, culturales, deportivas, religiosas, exposiciones, concursos, espectáculos públicos y conciertos.
Con un homenaje en vida a Eduardo Falú del cual lleva el nombre, fue inaugurado el 16 de abril de 2011 en el 429º aniversario de la fundación de la ciudad de Salta.
El lugar es sede de eventos descadados tales como el Fogón de los Trabajadores que se realiza anualmente para el día de San Cayetano, el aniversario de fundación de la ciudad de Salta y el Festival de Cultura y Turismo “Toda Salta de Fiesta”, entre otros.

## Eponimia
El nombre del anfiteatro es un epónimo de Eduardo Falú quien está considerado como uno de los mayores exponentes de la música latinoamericana, creador de composiciones musicales que llevaron la cultura de Salta a los públicos de todo el mundo. El destacado guitarrista, músico y compositor argentino nació en la localidad de El Galpón el 7 de julio de 1923 y desplegó sus conocimientos de música académica por gran cantidad de escenarios.
El escenario cuenta con una escultura con la figura de cuerpo completo del artista salteño, realizada en cemento patinado al bronce y con una dimensión de 2,15 metros de alto por 1,20 de diámetro.